# Gorgeous Carat
Gorgeous Carat (jap. ゴージャス・カラット) ist ein Shōnen-Ai-Manga der japanischen Zeichnerin You Higuri, der ab 1999 erschien und mehrfach fortgesetzt wurde. In dem Werk handelt vom Juwelendieb Noir und dessen Leben und Liebe zu einem verarmten Adligen im Frankreich um die Wende zum 20. Jahrhundert.

## Inhalt
Der Juwelendieb Noir treibt im Frankreich zu Beginn des 20. Jahrhunderts sein Unwesen. In schwarzem Smoking und Zylinder raubt er nur von den reichsten der Reichen und die Polizei ist ratlos. In seiner bürgerlichen Identität als Graf Ray Balzac Courlande macht er den jugendlichen Floréan, Sohn der verarmten adeligen Familie Rochefort, zu seinem Gehilfen. Floréan wurde von seiner Familie verkauft, damit diese wieder über Geld verfügt und er vielleicht ein besseres Leben bekommt, als sie ihm bieten können. Zunächst interessiert sich Noir nur für Informationen über ein Juwel, das sich noch im Besitz der Familie befindet und das die Mutter um keinen Preis verkaufen will. Als jedoch das Haus der Rochefort niederbrennt und ein Onkel Floréan ausnutzen will, hilft Noir ihm und nimmt ihn bei sich auf. So wird Floréan in die Abenteuer Noirs verwickelt und reist mit nach Marokko, wo beide gemeinsam mit den Freunden Laila und Noël nach dem Schatz der Tempelritter suchen. Dabei stellt sich Azura, Lehrmeister Noirs, der sie eingeladen hatte, als eigentlicher Gegenspieler heraus.
In Galaxy werden Noir, Floréan und ihre Helferin Lila in einem Schloss, aus dem sie Kunst stehlen wollen, durch einen Schneesturm eingeschlossen. Im Laufe der Nacht werden immer mehr der anderen Gäste im Schloss tot aufgefunden und die Drei müssen das Rätsel lösen, das auch mit Floréans Kindheitsfreundin und Nichte des Schlossherrn Eleonora zusammenhängt.

## Veröffentlichung
Der Manga wurde in Einzelkapiteln von Oktober 1999 bis September 2002 im Manga-Magazin Comic Eyes des Verlags Shūeisha in Japan veröffentlicht. Die Kapitel wurden später in vier Sammelbänden herausgebracht. Es folgten die beiden Fortsetzungen Gorgeous Carat Galaxy in einem Band im April 2004 und 2011 Gorgeous Carat: L’Esperanza in zwei Bänden, beide beim Verlag Getonsha. Seit 2013 erscheint in den Magazinen Web Spica und Comic Spica des gleichen Verlags die Fortsetzung Gorgeous Carat: Ao no Karanku, die bisher drei Bände erreicht hat.
Auf Deutsch erschienen von Januar 2005 bis August 2006 alle vier Bände des Mangas beim Carlsen Verlag. Ebenso erschienen Galaxy und 2012 La Esperanza. Eine englische Fassung erschien bei Tokyopop unter dem Label Blu, die erste Fortsetzung dann 2006 bei Digital Manga Publishing und die zweite wieder bei Tokyopop. Galaxy wurde außerdem ins Italienische übersetzt.

## Rezeption
Jason Thompson lobt das Flair der Geschichte, das von detailliert gestalteten Hintergründen und Kostümen bestimmt wird. Das Design der Hauptfiguren sei attraktiv, jedoch nicht sehr einprägsam. Die einfach gestrickten Geschichten fokussierten sich auf den Abenteuer- und Kriminalanteil. Dennoch bereite die Kombination von Action und der Dekadenz des Fin de Siècle Spaß. Homoerotische Anspielungen beschränkten sich auf einige, meist düstere Szenen, in denen Floréan Opfer der Gegenspieler oder von Noir selbst wird. Die Fortsetzung Galaxy biete zwar eine funktionierende Gothic-Mystery-Geschichte mit atmosphärischen Momenten, doch seien die Zeichnungen handwerklich schlechter und die sexuellen Anspielungen fast verschwunden. Bei IGN empfiehlt man die Serie vor allem Shōnen-Ai-Liebhabern, denen neben Romantik und üblichen Genre-Elementen auch eine spannende, actionreiche Geschichte geboten werde. Der in „üppigen“ Bildern und mit vielen hübschen jungen Männern umgesetzten Handlung könne man leicht folgen und jeder der Charaktere sei hintergründig, überzeugend und interessant.
Laut MangasZene ist es You Higuri gelungen, „eine wunderbar romantische und zugleich unglaublich spannende Geschichte gekonnt in der Historie anzusiedeln“. Gelobt werden auch die historischen Ansichten von Paris und Marokko. In der Animania sieht man deutliche Ähnlichkeit in Gestaltung und Figuren zur Serie Seimaden, die die Zeichnerin zuvor schuf. Doch hier seien die Zeichnungen noch detaillierter. Die Geschichte biete viele Bishōnen, „knisternde Erotik“ und kriminelle Abenteuer, die alle für kurzweiligen Lesegenugg sorgten. Die Fortsetzung Galaxy sei Fans der Serie zu empfehlen, biete eine spannende Geschichte mit „unvorhersehbaren Wendungen“ und verwöhne optisch „u. a. mit gewohnt pompös gekleideten Charakteren“.